# Авакян, Ованес Степанович
Оване́с (Иван) Степа́нович Авакя́н (настоящая фамилия — Татевосян; 1900 — 1984) — армянский советский актёр. Народный артист Армянской ССР (1950).

## Биография
- 1924 — актёр в 1-м Государственном театре Армении в Ереване (ныне Армянский театр имени Сундукяна).

## Награды и премии
- Народный артист Армянской ССР (1950).
- Сталинская премия второй степени (1950) — за исполнение роли в спектакле «Эти звёзды наши» Г. Тер-Григоряна и Л. Карагезяна.
- Орден «Знак Почёта» (27.06.1956).

## Творчество

### Роли в театре
Исполнитель драматических и характерных ролей
- «Пэпо» Г. М. Сундукяна — Зимзимов
- «Разорённый очаг» Г. М. Сундукяна — Овсеп
- «Злой дух» А. М. Ширванзаде — Гиж Данэл
- «Разгром» А. А. Фадеева — Иосиф Абрамович Левинсон
- «Человек с ружьём» Н. Ф. Погодина — Чибисов
- «Арсен» С. И. Шаншиашвили — Онисэ

### Фильмография
- 1939 — Горный поток — Рустем
- 1960 — Северная радуга
- 1966 — Люди нашего города — эпизод «Гарни»
- 1966 — Охотник из Лалвара
- 1973 — Терпкий виноград
- 1973 — Утёс — Саак-ага
- 1977 — Каменная долина — Киракос
- 1981 — Старик и солнце